# Кудара (река)
Кудара́ (бур. Хγдэри гол) — река в Кяхтинском районе Бурятии, правый приток Чикоя.
Длина реки — 83 км. Площадь водосборного бассейна — 1130 км².

## География
Берёт начало на стыке Бичурского (часть Малханского хребта) и Кударинского хребтов близ границы Бурятии и Забайкальского края. Течёт в западном направлении в юго-восточной части Кяхтинского района. Впадает в Чикой по правому берегу в 155 км от места его впадения в Селенгу.
На берегах и в долине реки расположены населённые пункты Кяхтинского района (от истока к устью): Малая Кудара, Уладый, Дунгуй, Ара-Алцагат, Кудара-Сомон, Семёновка, Ивановка, Энхэ-Тала, Холой, Октябрьский, Большая Кудара.
Крупные притоки (от истока к устью):
- правые (с южных склонов Малханского хребта) — Яковлев, Борисов, Верхний Алцагат, Нижний Алцагат, Усачиха (Хамнигадай), Тамир, Киреть.
- левые (с северных склонов Кударинского хребта) — Жарча, Степаниха, Маргинтуй, Шивырь, Уладый, Юмкина, Улентуй.